# Jota aragonesa

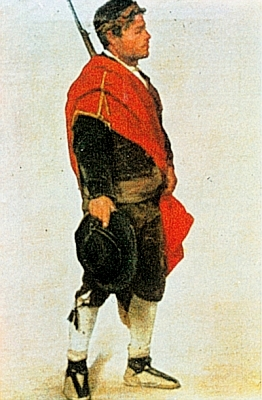
El mític cantador de jota del Pedro Nadal i Auré, "el Royo del Rabal", en un retrat de 1881 de Carlos Larraz i Micheto.

La jota aragonesa és una manifestació del folklore a Aragó d'un gènere musical, la jota, present en la major part de la geografia espanyola. El gènere, tal com es coneix en l'actualitat, es conforma a la fi del segle xviii o principis del xix.
La jota aragonesa s'expressa a través del ball (bailadors), el cant (cantadors) i la interpretació instrumental, composta per una rondalla en la qual participen fonamentalment la guitarra, el llaüt i la bandurria.

## Origen

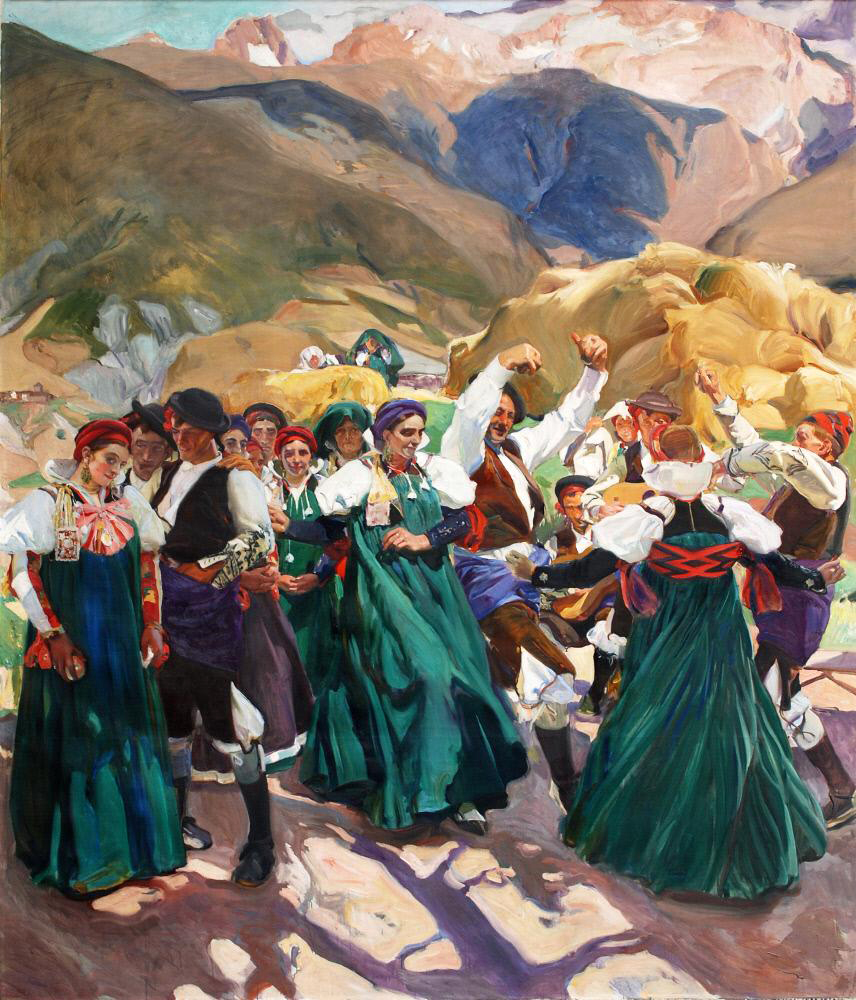
Joaquín Sorolla, La jota, 1914. Hispanic Society of America, Nova York. Escena de ball de jota per un grup de persones vestides amb el vestit típic d'Ansó.

Demetrio Galán Bergua data l'existència del gènere (encara que no associat al nom) en 1666, perquè la nadala de José Ruiz de Samaniego, mestre de capella del Pilar, «D'esplendor es dauren els aires», mostra característiques afins a la jota. La peça presenta els setze compassos típics d'entrada d'una jota.
Han estat nombrosos els autors que li atorguen una procedència àrab, perquè a Aragó es dona amb major puixança a les valls que habitava la població morisca. No obstant això, els estudis que Tomás Bretón va realitzar en 1890 amb motiu de l'escriptura de la sarsuela La Dolores establien grans diferències amb la música islàmica, sobretot per la seva habitual manera major. Para ell l'origen seria italià, perquè la jota es revela tècnicament similar a la música del Carnestoltes de Venècia.
Malgrat tot, la majoria dels estudis actuals mostren que hi ha moltes jotes en manera menor i fins i tot existeix l'anomenada «jota mora», i que el seu compàs ternari de 6/8 és habitual en la música popular espanyola, sempre influïda per la música andalusina. Martínez Torner, en aquest sentit, insisteix que la jota està íntimament emparentada amb el fandango. Segons Julio Caro Baroja «la seva àrea en l'estat anterior a la seva expansió per vies no estrictament populars és la mateixa que té l'agricultura de tipus hortícola», i aquestes zones coincideixen amb les varietats de jota aragonesa (sobretot a les valls de l'Ebre, Xaló i Jiloca), valenciana i murciana. Es tracta de la geografia dels moriscs, la qual cosa avala una possible influència de la seva música en la jota.
Antonio Beltrán Martínez, un dels més afinats estudiosos de la jota, assegura que el seu naixement va haver de produir-se no abans del segle xviii i la seva difusió per tota la Península dataria del XIX. La jota aragonesa seria el resultat d'una estilització d'aquests ritmes ternaris i bailables, que es van ralentir i van adornar per lluir en el cant, sobre els grans intèrprets del qual i varietat d'estils descansa la importància del gènere a Aragó. Assumeix que hi ha forts llaços amb la música hispanoàrab, si bé els seus orígens no poden ser dilucidats en tot el seu abast amb les dades i recerques que es posseeixen en l'actualitat. En l'època dels Setges de Saragossa la jota emergeix amb puixança, i és en aquest moment quan es pot parlar de l'existència de la jota aragonesa amb tota seguretat. En conclusió, i segons el mateix autor, la jota aragonesa va sorgir alhora en tot Espanya en el XVIII, igual que va ocórrer amb el fandango al segle xvii.
En 1828, en la narració d'una commemoració a Saragossa en honor de Fernando VII, es troba documentada el costum dels mossos de rondar a mitjanit cantant i tocant jotes (se cita expressament «l'aragonesa») amb guitarres, requintos, bandúrries, violes, violins, fagots i flautes a les cases de les joves, la qual cosa està en la tradició de les «rondalles de Saragossa», de les «jotes de ronda» o «rondaderas» i dels cants a duo «a dos i a tres veus».

## Definició i característiques
El ball precedeix al cant de la jota, la qual cosa vindria sostingut pel fet que no es coneguin lletres de jota anteriors al XIX. Quan trobem a principis del segle xix el gènere consolidat, s'utilitzen cuartetas, cobles o «cantes» que s'adapten a una música que consta d'un ritornello i set frases musicals. Per això els versos de la cuarteta es repeteixen afegint una entrada i una volta a la cobla, amb la següent estructura, si partim per exemple de la cuarteta «Si tinguessis olivares / com tens fantasia / els molins de l'oli / pel teu compte correrien»:

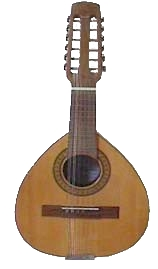
La bandúrria és l'instrument que fa la veu solista en l'orquestració o «rondalla» moderna que acompanya el cant i ball de la jota.

1. entrada (vers 2): «com tens fantasia»
2. frase musical (vers 1): «Si tinguessis olivares»
3. frase musical (vers 2): «com tens fantasia»
4. frase musical (vers 3): «els molins de l'oli»
5. frase musical (vers 4): «pel teu compte correrien»
6. volta (vers 4): «pel teu compte correrien»
7. final i mudança (vers 1): «si tinguessis olivares»

Aquesta (2-1-2-3-4-4-1) és la distribució de versos per frases cantades o tonades més habitual en la jota moderna. Els antics, no obstant això, solien utilitzar la distribució de versos 1-1-2-3-4-4-1.
L'entrada es canta en el to dominant de la música, però la tornada final i mudança es canten com els versos 3 i 4 de la quarteta. Aquesta estructura admet lleus modificacions, com repetir els versos de tornada en quiasme o paral·lelisme o començar pel vers primer de la cobla. Existeix també la possibilitat d'adaptar cobles de cinc o sis versos, repetint un o dos. La cobla aragonesa va poder ser en els seus inicis hexafraseada, com l'andalusa. Martínez Torner afirma que aquests models musicals que el tipus són anteriors a la cuarteta castellana. Podrien relacionar-se amb estructures zejelescas, que tenen el seu origen en la poesia àrab andalusina del segle xi.
La jota és una música de textura homofónica, executada en la seva melodia dominant per un «cantador» o «cantadora» acompanyat per guitarra o rondalla, encara que es donen els cants a duo (freqüent en les oliveras del Baix Aragó i les de desbriznadores de safrà de la Falç de la Vella) que canten al unísono o alternant cobles (en les anomenades «jotes de picadillo», de caràcter mordaç), o per un cor. L'escala utilitzada és diatònica, i el ritme, de compàs ternari, amb melodies de concordes tònics en manera major i dominants de concordes de setena (amb estructura harmònica molt simple que combina tònica i dominant, com per exemple la major / el meu major 7a).
Els adorns, cridades, compassos d'espera, ritornellos, introduccions i pauses instrumentals són anomenades normalment «variacions» i les parts d'acompanyament a la melodia vocal «cançons», «cobles» o «cantes». Cada tres variacions de ball, es canta una cançó i de vegades, amb una altra melodia, s'entona una «tornada» de versos més curts que els de la cobla (de vegades seguidilla) i que no es canta en el «comiat», cobla ràpida on s'augmenta el tempo musical en la lletra del qual s'al·ludeix al final de la jota. Les de tornada són sobretot jotes «bailaderas» o «rondaderas» i en elles s'intercalen apel·lacions com a «mare» o «nena». Per a la jota cantada de lluïment s'utilitzen gairebé exclusivament les cobles o cantes.
En resum: la jota s'estructura com un fogoso preludi instrumental, un cant lent i solemne i una sortida o «comiat» que pot accelerar-se en el seu ritme.
La rondalla o conjunt instrumental es compon sobretot d'exemplars de la família de la corda premuda, especialment de guitarra, bandurria i llaüt, encara que a poc a poc es va recuperant l'ús de guitarrico i guitarro, requintos, hierrecillos acompanyats per percussió de castanyoles i panderetes. No obstant això la recerca sobre el folklore testifica que la jota, com altres gèneres del folklore aragonès, es tocava amb tot tipus d'instruments, com a gaites de boto, chiflo, dolçaines, violins o flautes, en fins i tot acordions. Com a instruments de percussió s'utilitzaven tambors i càntirs, tot això en èpoques anteriors a l'estandardització i utilització interessada que la jota va sofrir durant el franquisme.
En la rondalla habitual la guitarra és l'instrument greu i es toca amb concordes rasgeados. La bandurria és la veu aguda i s'encarrega de les melodies instrumentals, mentre que el llaüt funciona com a instrument contrapuntístico.
Quant al text de les músiques de jota aragonesa (anomenat cobla o «canta» entre altres denominacions), l'habitual és que la seva estrofa sigui una cuarteta asonantada de tradició popular. En algun cas poden rimar en consonant els versos segon i cambra. També es donen formes de cinc i sis versos. En les jotes amb tornada, aquest s'intercala entre les cobles i adopta la forma de seguidilla amb versos que alternen l'heptasíl·lab i el pentasílabo i rima també assonant, en fins i tot es troben seguidilles de versos hexasílabos i octosíl·labs, formades per vuit versos pentasílabos (com succeeix en Mainar, o de sis i set síl·labes, en Bujaraloz. Les seves lletres solen ser enginyoses i la llengua utilitzada és el castellà, encara que es donen jotes en cheso, ribagorçà i altres varietats d'aragonès al nord.
Les cantes tenen origen folklòric encara que molts autors han compost cobles d'invenció personal, si ben no deixen d'augmentar el patrimoni de la tradició, una vegada que s'instal·len en els repertoris dels cantadores. Han compost lletres per a jotes escriptors il·lustres com Mariano de Cavia, Ram de Víu, Joaquín Dicenta o Sixto Celorrio.
La seva temàtica és molt variada i depèn del moment pel qual es creen: rondes, festes, labors del camp... El destinatari intern de les lletres de jotes és la major part de les vegades l'estimada i en elles s'expressen elogis, desdenys o triaves a la dona desapareguda. Un altre tema recurrent és l'exaltació, pregària o devoció a la Verge del Pilar. També ho són l'ajuda per a la fertilitat del camp aragonès i el desig d'abundància d'una constant en l'imaginari comú d'Aragó: l'aigua. Habitual és així mateix el sentiment de vinculació amb la terra i la pàtria noia. També existeixen jotes el tema de les quals és una subtil denúncia social.
El caràcter de la cobla de jota ha de ser sentencioso i epigramático. L'humor optimista i enginyós, la «sal» és un tret que apareix habitualment, i destaca en les jotes «de picadillo», el to de les quals és d'escarn, en les quals estan presents en nombroses ocasions els jocs de paraules i de concepte. A vegades un símil o comparació presta l'eix vertebrador a l'estructura de la canta.

## El ball de la jota
Existeixen caràcters que distingeixen els balls de tres grans zones: el Baix Aragó, Huesca i Zaragoza. La del Baix Aragó (Calanda, Albalate de l'Arquebisbe, Alcanyís) és la més complexa i possiblement antiga.
El ball de la jota té tres parts de conformitat amb les cobles que es canten: inici, part mitjana i final.
- Inici. Per començar es produeix la «trucada», que consta de quatre rasgueos (en català, els batuts) a tutti de tota la rondalla del concorde tònic. Després continua la part inicial amb variacions instrumentals (de vuit compassos de durada, la meitat de tònica i l'altra meitat de dominant). Mentre sonen aquests compassos de variacions, on s'adornen els músics, la parella es col·loca enfrontada i espera, mirant-se i sense cap moviment, que comenci la primera cobla, que dona inici al ball. Altres vegades és el grup el que pren posicions o va sortint del fòrum i col·locant-se en les seves posicions de partida, amb hechuras de presentació.
- Part mitjana: el ball. Acompanyant-se amb les castanyoles o «escuradents», es ballen diversos passos, adequats a les variacions i cobles, que solen ser tres, encara que de vegades el nombre es redueix a dos.
- Final. El ball s'aviva després de l'última cobla, i acaba amb quatre concordes molt marcats.

Els passos del ball de la jota es caracteritzen per l'ús dels punteados de punta i taló i els petits salts que, amb l'evolució de l'espectacle, es van convertir en parenceries atlètiques. Els braços, arquejats i habitualment en alt movent-se davant del cos a baix i a dalt.
Existeixin modalitats peculiars a Osca, sobretot al Pirineu (Ansó, Fet), on adopten influxos francesos i existeixen passos agafats de la parella.

## La jota cantada

### Estils
Existeixen diversos intents de classificació, com el que fa Demetrio Galán Bergua en El llibre de la jota aragonesa, que és el més acceptat, si ben no existeix una definició definitiva dels diferents grups de jotes i estils. Els estils clàssics reconeguts procedeixen del Valle de l'Ebre (incloent-hi la capital, Saragossa), el Baix Aragó i en general les zones històricament habitades per moriscs, dada que avala un possible origen islàmic de la jota, com també ho és el seu compàs ternari.
Entre aquests estils clàssics destaquen les «saragossanes», les «aragoneses» (en les seves modalitats de «pures» i «lliures», que van ser tonades interpretades per «El Royo del Rabal») i les «femateras», de les quals la «aragonesa pura» seria un exemple, pel seu proper parentiu.
Altres estils són les «feres», que adopten cadències andalusíes. Les «rabaleras» prenen el seu nom del «rabal» o raval. Un altre grup està relacionat amb les feines del camp: les «segadores», «trilladoras» i «oliveras», aquestes últimes característiques del Baix Aragó. Del sud procedeixen les «jotes de Terol».
Un altre grup ho componen les «melismáticas». Molts altres tipus de jotes es coneixen pel nom dels pobles on van ser documentades o del cantador que les va popularitzar. També existeixen composicions originals de diversos jotistas, sobretot amb l'aparició de grups joteros a mitjan segle xx, que necessitaven ampliar i variar el seu repertori, si ben de vegades això es va fer en detriment de l'autenticitat.
Capítol a part mereixen les «rondaderas», interpretades per grups de joves pels carrers quan sortien a rondar o galantejar en grup a les mosses, les «bailaderas», o aptes per ser interpretades al ball i les «jotes a duo» o «de picadillo».

### L'ensenyament i els premis de jota
El certamen més important de jota aragonesa és el Certamen Oficial de Jota de l'Ajuntament de Saragossa, celebrat des de 1894 cada any durant les festes del Pilar, solament interromput en 1898 a causa de la Guerra de Cuba, per l'epidèmia de 1918 de grip espanyola i des de 1936 a 1939 per causa de la Guerra Civil. En 1959 es va instituir un premi extraordinari sol per als qui són posseïdors del Primer Premi.
El primer gran estudiós de la jota va ser Santiago Lapuente, que va ser pioner en la determinació dels estils de jotes. Pocs anys més tard va ser secundat en la recerca d'aquest gènere per Balbino Orensanz. Altres experts han aprofundit en el seu estudi, com Miguel Asso, Felipe Colmán, Pascuala Perié, Joaquín Numància, Camila Gracia, Màxim Maurel i Carmen Cortés.
En 1940 es crea l'Escola Municipal de Jota de Saragossa, per iniciativa del seu ajuntament, la primera professora del qual de cant va ser fins a 1950, Pascuala Perié. Compta amb una gran dotació de fons per al seu estudi, especialment una important col·lecció de registres sonors. En 1975 es crea l'Escola Municipal de Jota d'Osca i a partir d'aquesta apareixen escoles en tot Aragó.

### Història
La jota cantada és potser la màxima manifestació d'aquest folklore. Igual que va succeir amb el flamenc, l'estimació cap als artistes individuals és un dels factors que contribueix al fet que la jota passi de ser una música popular i anònima a un espectacle del qual gaudeix un públic cada vegada més il·lustre. És en aquest àmbit on alguns cantadors i cantadoras van aconseguir gran renom personal, sent presentats en els començaments, davant les màximes personalitats que visitaven Aragó, convertint-se així en perfectes ambaixadors.
Hi ha consens a considerar la fita fundacional de la jota aragonesa com a espectacle de qualitat, el banquet convocat pels periodistes aragonesos Eusebio Blasco i Mariano de Cavia a l'Hotel Inglés de Madrid la nit del 26 de març de 1894, amb el títol de «Festa a la Jota». El gran bandurrista Ángel Sola (conegut com el Sarasate de la Bandurria), amb l'acompanyament de Santiago Lapuente, haurien de ser els autèntics protagonistes de la festa, donant a conèixer una jota renovada i diferent que hauria de sorprendre a Espanya. Els estils i variacions, allí interpretats, van anar l'origen del primer gran cancioner de la Jota Aragonesa: la Recopilació Lapuente-Sola.

#### Els orígens: L'Oncle Chindribú (1840-1870)
Coneixem molt pocs noms de cantadores de jota d'aquesta època. Se sol proposar com a data d'arrencada la del primer cantador de jota de nom conegut, Vicente Viruete el «tio Chindribú», actiu en Épila des de 1840. Després d'ell han arribat al nostre coneixement els noms dels saragossans Vicente Soler i Marianico el del Gas, del oscense «Oncle Lereta», fematero (això és, hortolà), a qui es considera iniciador de la jota fematera que alterna el cant amb interrupcions apelativas al públic.

#### El Royo del Rabal i El Borni de les Tenerías (1870-1895)
En aquesta època destaquen dues grans figures: la de Pedro Nadal, el Royo del Rabal (1844 - 1905) i Mariano Malandía, el Borni de les Tenerías (1847 - 1935). Amb ells s'ordenen i assenten els estils de jotes amb l'ajut de la recerca infatigable de Santiago Lapuente. El llegendari «Royo del Rabal» va ser el cantador més personal, secundat per la figura del seu rival Mariano Malandia, «el Borni de les Tenerías».
Altres cantadores d'aquesta època van ser els saragossans «el Carreter», «el Fematero», «el Jardiner», «el Quadern», «l'Agut», «el Gravador», «l'oncle Lerín», Andresico «el Llenyataire», Cirilo «el Boniquete»; Blas Mora i «el Capacero», de Albalate de l'Arquebisbe; «el Triguero», de Castelserás; els andorrans Juan Félez i Antonio Aznar; els taustanos Royo Tianos, Marina i Alonso Birigay; M. Melantuche, de Utebo; els bilbilitanos «el Bolero» i Dámaso Salcedo; de Épila és el fill del «tio Chindribú», Eustaquio Viruete «el Carabiner». Esment a part mereix la saga dels Delmás de Fonts d'Ebre. En aquesta família apareix la primera gran figura femenina de la jota aragonesa, Asunción Delmás, juntament amb el gran Baldomero Delmás, i altres membres d'aquest llinatge com Carolina Delmás i Francisco Delmás.

#### El Nen Moreno i Juanito Pardo (1895-1910)
Són temps marcats per José Moreno sobrenomenat «el Nen Moreno» d'Andorra (Terol) i el saragossà Juanito Pardo que, molt joves, van ser deixebles i pupils predilectes de Santiago Lapuente.
Altres jotistas destacats d'aquesta època són els Gràcia de Nou d'Ebre (Urbà Gracia, Gerardo Gracia i Juan Gracia), Sansón de Zuera, Bernardo Benito o Ignacio Valenzuela.
Quant a les cantadoras, la gran figura d'aquests anys va ser María Blasco, emigrada en 1910 igual que Juanito Pardo a l'Argentina, que havia guanyat el Premi Extraordinari del Certamen Oficial de Jota als vint anys. Altres veus femenines del període són Vicenta Giménez i Ángeles Giménez, Innocència Sebastián, Isabel Muñoz i Dolores Mongay.

#### L'edat daurada: Miguel Asso i Cecilio Navarro (1910-1927)
És l'època presidida per la noble rivalitat entre dos grandíssims intèrprets: Miguel Asso i Cecilio Navarro, tots dos oriünds del barri de Sant Pablo de Saragossa. És aquesta la considerada com a edat d'or de la jota per la quantia i qualitat dels seus intèrprets.
Altres cantadores rellevants d'aquests anys van ser Felipe Colmán, Emilio Arana, Just Rosego «el Cebadero», Joaquín Numància, Luisico Gracia, Jesús Monreal, Domingo Martínez. Quant a les dones, apareixen en aquests anys Pilar Gascón i Pascuala Perié, i després d'aquestes dos enormes cantadoras femenines altres de gran qualitat, si ben no van arribar a la seva celebritat, com María Asensio «la Burina» Pilar Munárriz, Pilar Albero, Encarnación García o Pilar Lasierra.

#### L'època de José Oto (1927-1955)
José Oto, considerat com el més gran dels cantadors de jota aragonesa, marca una època, la de la generació del 27, que coincideix amb la Segona República i la Guerra Civil. En aquest període domina el nombre de cantadoras de qualitat sobre el dels homes, entre els quals destaquen Benvingut Orga, Celestino Ballarín, Francisco Rodríguez, «Rodó de Épila» i Francisco Caballero durant la Segona República. En la postguerra apareixen Antonio Royo «el Camús de Casablanca», Lucio Càncer, Ángel Galé, Matías Maluenda i Tomás Marco.
Però són les cantadores les que dominen l'escena de la jota en la dècada de 1930: Camila Gracia, Gregoria Xiprer, Felisa Galé i Jacinta Bartolomé. Després de la guerra destaquen Celia Palacián, Pilarín Pascual, Pilar de les Heras, Pilar Abad, Pilar Francès, Angelita Zapata, Irene Izárbez, María Virto, Victoria Morales i Pietat Gil. La mort de Felisa Galé en 1948, de qui José Oto estava profundament enamorat, va originar la decadència del gran cantador, encara que seguiria prodigant-se fins a la seva mort en 1961.

#### El Pastor d'Andorra i Jesús Gracia (1956-)
La segona meitat del segle XX està presidida pels cantadors José Iranzo Bielsa, «el Pastor d'Andorra» (n. 1915), i Jesús Gracia (1922-2005), dos intèrprets de característiques oposades, la poderosa veu de Jesús Gracia i la jota d'estil del Pastor d'Andorra, que va popularitzar la «jota de la palomica». Nombrosos cantadores completen aquest període, en què les escoles de jota i les agrupacions de joteros van proliferar.

### Cantadors i cantadores
Alguna de les veus més representatives del cant de la jota aragonesa per ordre cronològic, des del llegendari «Oncle Chindribú» són:
Nascuts al segle XIX
- Vicente Viruete, l'Oncle Chindribú (1825—1911).
- Pedro Nadal, el Royo del Rabal (1844—1905).
- Mariano Malandía, El Borni de les Tenerías (1847—1935).
- Domingo Agut (1850—1924).
- Blas Mora (1861—1938).
- Antonio Aznar, l'Andorrà (1861—1949).
- Manuel Gracia, el Capacero (1866—?).
- Asunción Delmás (1867—1903).
- Urbà Gracia, el de la Granja (1870—1937).
- José Moreno, Nen Moreno o el Baturrico d'Andorra (1881—?).
- Cecilio Navarro (1881—1969).
- Juanito Pardo (1884—1944).
- Miguel Asso (1886—1936).
- Joaquín Numància (1886—1943).
- María Blasco (1888—1966).
- Domingo Martínez, l'Oncle Carrachín (1888—1963).
- Innocència Sebastián (1888—?).
- Juan Antonio García (1888—1975).
- Pintié (1889—1945).
- Justo Royo, el Cebadero (1891—1938).
- Fidel Seral (1892—1954).
- Jacinta Roy, Ofelia d'Aragó (1894—1968).
- Pilar Gascón (1900—1930).

Nascuts al segle XX
- Pascuala Perié (1901—1950).
- Jacinta Bartolomé (1902—1993).
- José Oto (1906—1961).
- Camila Gracia (1909—1988).
- Francisco Rodríguez, el Rodó (1909—1987).
- Felisa Galé (1912—1948).
- Matías Maluenda, el Rossinyol de Sabiñán (1914—1987).
- José Iranzo, el Pastor d'Andorra (1915—).
- Jesús Gracia (1922—2005).
- Mariano Arregui Canela (1937-2010).